# Pedagoška fakulteta v Ljubljani
Pedagoška fakulteta Univerze v Ljubljani (uradno krajše ime UL PEF) je članica Univerze v Ljubljani. Pred letom 1991 je ustanova izvajala visokošolski študijski program ter se je imenovala Pedagoška akademija (nekdaj Višja pedagoška šola).

## Organizacija

### Dekanat
- dekanica Karmen Pižorn
- prodekanica Vesna Štemberger
- prodekan Janez Jerman
- prodekan Jurij Selan

### Oddelki in katedre
- Oddelek za razredni pouk
- Oddelek za likovno pedagogiko
- Oddelek za socialno pedagogiko
- Oddelek za specialno in rehabilitacijsko pedagogiko
- Oddelek za kemijo, biologijo in gospodinjstvo
- Oddelek za fiziko in tehniko
- Oddelek za matematiko in računalništvo
- Oddelek za predšolsko vzgojo
- Oddelek za temeljni pedagoški študij